# 高粱
高粱（学名：Sorghum bicolor）又名二色高粱、蜀黍，禾本科，一年生高大草本植物，喜温、抗旱、耐涝，种子有红、白、褐各种颜色，有黏性变种。二色高粱是馴化後的高粱物種，野生的物種和二色高粱組成了高粱屬。原产于非洲，目前主要種植在熱帶及亞熱帶地區，用世界不同地区的高粱品種间的基因遗传距离大致推算，高粱從印度传入中国的时间約在950年前的辽朝、宋朝及西夏时期。
种名 bicolor 意为“二色的”。
高粱屬作物是穀物中產量第五名的作物，在玉米、小麦、稻、及大麦之後，2018年的年產量為5934萬公噸。
高粱也称蜀黍、荻粱、乌禾、稻秫、木稷、藋粱(广雅)、芦穄(食物本草)、蜀秫、芦粟、番黍。

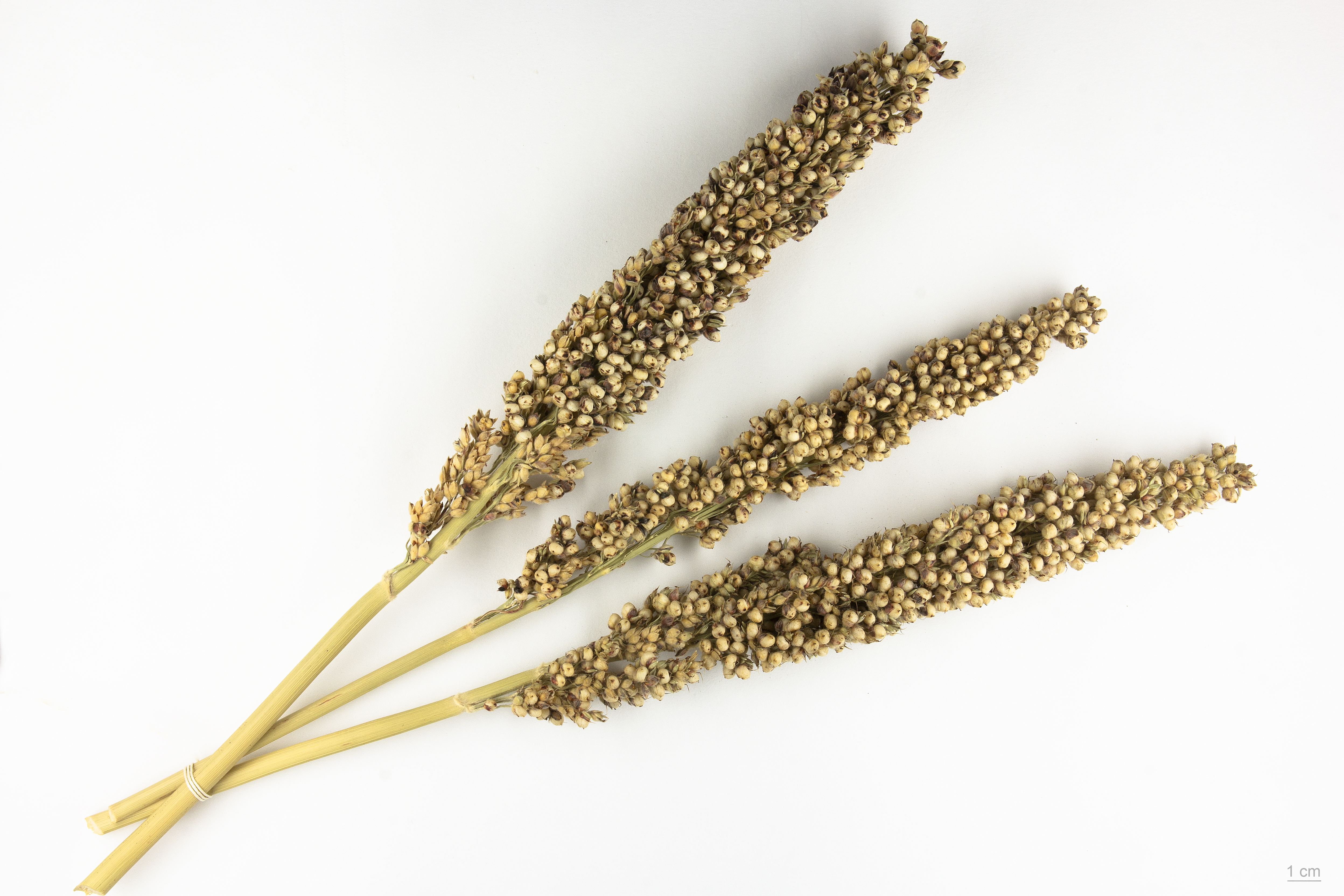
Sorghum bicolor Moderne

## 形态
二色高粱一般是一年生的作物，不過有些品種是多年生的植物。莖稈實心，高1-3米，表面常有白色蠟粉。單葉互生，表面平滑，但邊緣被毛。圓錐花序，長可達30厘米，兩性花。穎果很小，長約0.2-0.4厘米，白、黃、褐色。糖高粱是特別用來作為飼料、製糖以及乙醇的高粱品種，長成的高度比一般食用的要高。

## 種植
2011年，世界上主要的高梁種植國依序為奈及利亞（12.6%）、印度（11.2%）、墨西哥（11.2%）、美國（10.0%） 。高梁生長的溫度、高度範圍廣泛，甚至可種植於有毒土壤，也相當耐旱。其之所以耐旱原因如下：
- 高粱的根系對葉片比例極大
- 乾旱時其葉片會捲曲以減少水分蒸散
- 乾旱持續時會進入休眠狀態（而非立刻枯死）
- 葉片表面有蠟質角質層
- 光合作用為C4循環，其耗水量僅為C3循環的三分之一

在中国东北高粱的种植相当普遍，由于其茎高大可以藏人，高梁地又俗称為「青纱帐」。高粱其他主要产区有美国、非洲和南亚，可以用作饲料。在世界粮食作物种植面积中占第五位（前四位依次为玉米、小麦、稻、大麦）。高粱是中国重要的旱粮作物，年产量280万噸左右，主要分布在吉林、内蒙古、四川等地。中国是世界上第一大高粱进口国。
高粱曾经在晉語區是主要的糧食作物，人們將高粱米蒸煮成米飯食用，也將成熟的高粱種子磨制成麵粉（紅麵）用以加工麵條食品。近年来多用于酿造。

## 用途

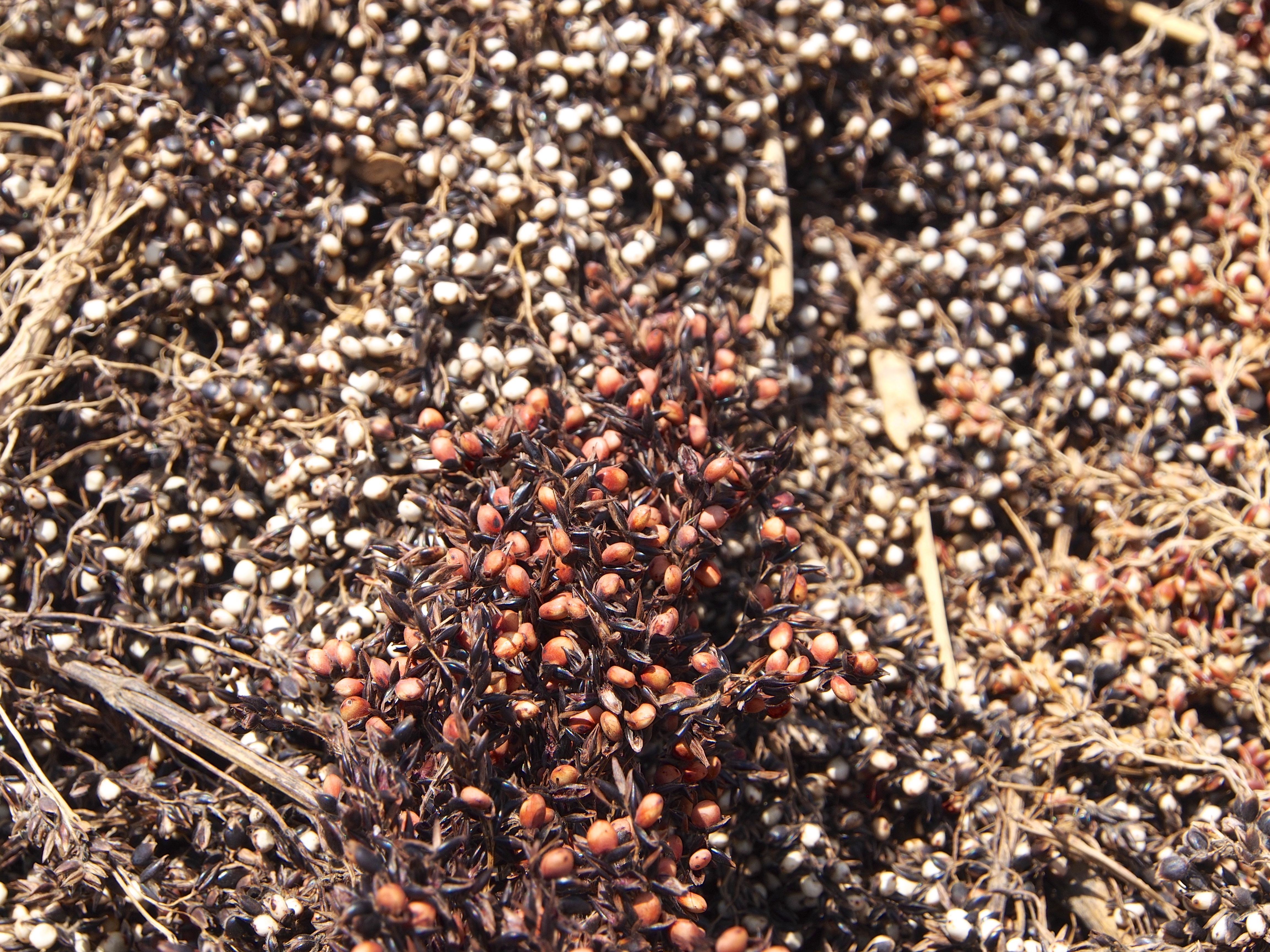
紅色和白色的高粱穀粒

世界有許多地方都有種植高粱。高粱穀粒可以作為人的食物、也可以釀酒、作為牲畜食物，或是製造生質乙醇。相較於其他主要的作物，高粱穀粒中不含麩質，抗性澱粉高，而且有許多的酚類化合物。高粱按用途分有食用、帚用、糖用和草用几类。幼苗期类似玉米，但其新鲜茎、叶含有剧毒的氰化糖苷蜀黍氰苷，動物體內若沒有其他解毒物質時，會危及生命。高粱澱粉含量高，酿酒没有其他干扰味道，适合酿造中国白酒，是中国白酒中的主要釀造原料。

### 食用
在亞洲和非洲的許多地區，會用高粱製成麵包，是許多文化中的主食。高粱穀粒也可以像玉米粒一樣加熱，製成類似玉米花的食物。
印度的拉贾斯坦邦、旁遮普邦、哈里亚纳邦、北方邦、马哈拉施特拉邦的德干高原、卡纳塔克邦和特伦甘纳邦，高粱是主要糧食之一，稱為jwaarie、jowar、jola或jondhalaa。像bhakri, jowar roti或jolada rotti等印度麵包就是用高粱製成的。
突尼西亞的droô，是由高粱粉、牛奶和食糖製成的傳統餬狀食物，是冬季早餐中的主食。
中美洲的tortilla（墨西哥薄饼）有時也會用高粱製作。雖然玉米是較適合製作tortilla的穀類，但洪都拉斯境內也常常使用高粱作tortilla，白高粱會比較適合。
在南部非洲國家，會用高粱、牛奶、糖和黄油作Maltabella，是類似小米粥的食物。

### 釀酒
將高粱發酵後再蒸馏，製成白酒。使用了高粱酿造的中国名酒包括：四川绵竹的剑南春(浓香型白酒，五种粮食混合，高粱比例超过40%)，四川宜宾的五粮液（浓香型白酒；五种粮食混合，高粱比例超过40%），四川泸州的泸州老窖（浓香型白酒，100%高粱），贵州茅台酒（100%高粱），重庆江津白酒（清香型白酒），陕西西凤酒（凤香型白酒），山西汾酒（清香型白酒）等等。由于发酵工艺的不同，前述白酒产区的风格均各具特色。
在中華民國的金門縣，會用普通高粱製成金門高粱酒，是當地的特產。非洲的辛巴威、蒲隆地、马里、布吉納法索、加纳和奈及利亞，會用紅色和白色的高粱生產傳統的啤酒。紅色高粱使酒有偏粉紅色至棕色的顏色。

### 生質燃料
在澳大利亚、南美洲和美国，高粱除了當牲畜的食物外，也用來製備生質乙醇
有些國家是用甜高粱稈來產生乙醇，作法是擠壓甜高粱稈，使其汁液流出，再發酵成為乙醇。美國得克萨斯农工大学正在進行實驗，看哪一個品種高粱的桿和葉子最適合產生乙醇。

### 其他
高粱也是傳統掃帚的材料。

## 延伸阅读
[在维基数据编辑]
 《植物名實圖考·蜀黍》，出自吳其濬《植物名實圖考》

## 外部連結
維基物種上的相關：蜀黍
- 高梁 Gaoliang （页面存档备份，存于） 藥用植物圖像資料庫 (香港浸會大學中醫藥學院) （繁體中文）（英文）
- Crop Wild Relatives Inventory[]: reliable information source on where and what to conserve ex-situ, regarding Sorghum genepool
- . Germplasm Resources Information Network (GRIN): GRIN Taxonomy for Plants. Beltsville Area, USA: United States Department of Agriculture Agricultural Research Service. 2008-03-05  [2008-12-12]. （原始内容存档于2015-09-24）.